# تشيكي بيغريستين
تكسيكي بجيريستين' (بالإسبانية: Txiki Begiristain)، من مواليد 12 أغسطس 1964 ، مشرف بأكاديمية مانشستر سيتي لتكوين اللاعبين الشباب على إدارتها عمله السابق المدير الرياضي لنادي برشلونة الإسباني
لعب مع منتخب إسبانيا لكرة القدم.

## وصلات خارجية
- تشيكي بيغريستين على موقع الاتحاد الدولي (مؤرشف)  (الإنجليزية)
- تشيكي بيغريستين على موقع الاتحاد الأوربي (الإنجليزية)
- تشيكي بيغريستين على موقع رابطة كرة القدم اليابانية للمحترفين (اليابانية)
- تشيكي بيغريستين على موقع قاعدة بيانات كرة القدم.إي يو (الإنجليزية)
- تشيكي بيغريستين على موقع ناشيونال فوتبول تيمز (الإنجليزية)
- تشيكي بيغريستين على موقع Soccerway.com (الإنجليزية)
- تشيكي بيغريستين على موقع عالم كرة القدم.نت (الإنجليزية)